# Ignacy Ciechurski
Ignacy Ciechurski (ur. 30 stycznia 1869 we Włocławku, zm. 16 czerwca 1939 tamże) – włocławski przemysłowiec, założyciel fabryki manometrów, dzisiejszej Wika Polska.

## Życiorys
Urodził się w rodzinie Mikołaja Ciechurskiego (1829–1906), byłego policjanta i woźnego magistratu miasta czasu zaborów i Marianny Jeszke (ok. 1827–1894), gospodyni domowej.
Po ukończeniu szkoły powszechnej we Włocławku zatrudnił się w Fabryce Instrumentów i Aparatów Pomiarowych Henryka Neumana, powstałej w 1860 roku przy ul. Przedmiejskiej. W tym czasie była to jedyna tego typu fabryka na terenie Królestwa Polskiego. Ignacy Ciechurski przyuczył się do wykonywanego zawodu już będąc zatrudnionym w tej fabryce. Następnie został praktykantem, czeladnikiem i wreszcie majstrem. W międzyczasie (1889 rok) fabryka została przeniesiona na ulicę Kaliską 1 (dzisiejsza: Polskiej Organizacji Wojskowej 1, nr hipoteczny 288).
Podczas I wojny światowej Włocławek dostał się pod okupację niemiecką. W tych warunkach fabryka H. Neumana została zamknięta. Bezrobocie skłoniło Ciechurskiego do założenia własnej fabryki. W 1916 roku otworzył wspólnie z żoną Domicelą w swoim domu przy ul. Stodólnej 46 we Włocławku na powierzchni 130 m² Fabrykę Manometrów i Termometrów Ignacego Ciechurskiego.
Początkowo fabryka zajmowała się naprawą zużytego sprzętu i produkcją manometrów na niedużą skalę.  W 1919 roku Ciechurski zatrudnił 6 osób, obsługujących 3 obrabiarki o napędzie nożnym i tokarkę oraz kowadło. Zakończenie wojny i odzyskanie przez Polskę niepodległości dało Ciechurskiemu możliwość dalszego rozwoju. W okresie dwudziestolecia międzywojennego stopniowo przekształcał fabrykę w nowoczesny zakład. W tym celu sprowadził m.in. maszyny z Niemiec, zasilane prądem elektrycznym. Dzięki nowemu sprzętu, warsztat poszerzył swój asortyment m.in. o wyrób wakuometrów, termometrów i pirometrów. Umożliwiło to też bardziej dynamiczną produkcję. W 1924 roku fabryka wyrobiła 420 sztuk przyrządów pomiarowych, a w 1927 roku było to już 650 sztuk.
Z biegiem czasu Ciechurski wyparł z rynku fabrykę Henryka Neumana, swojego pierwszego pracodawcy. Fabryka ta, korzystająca z przestarzałych maszyn, przestała być konkurencyjna dla zakładu Ciechurskiego. Nowa fabryka przejęła też część pracowników zakładu Neumana.

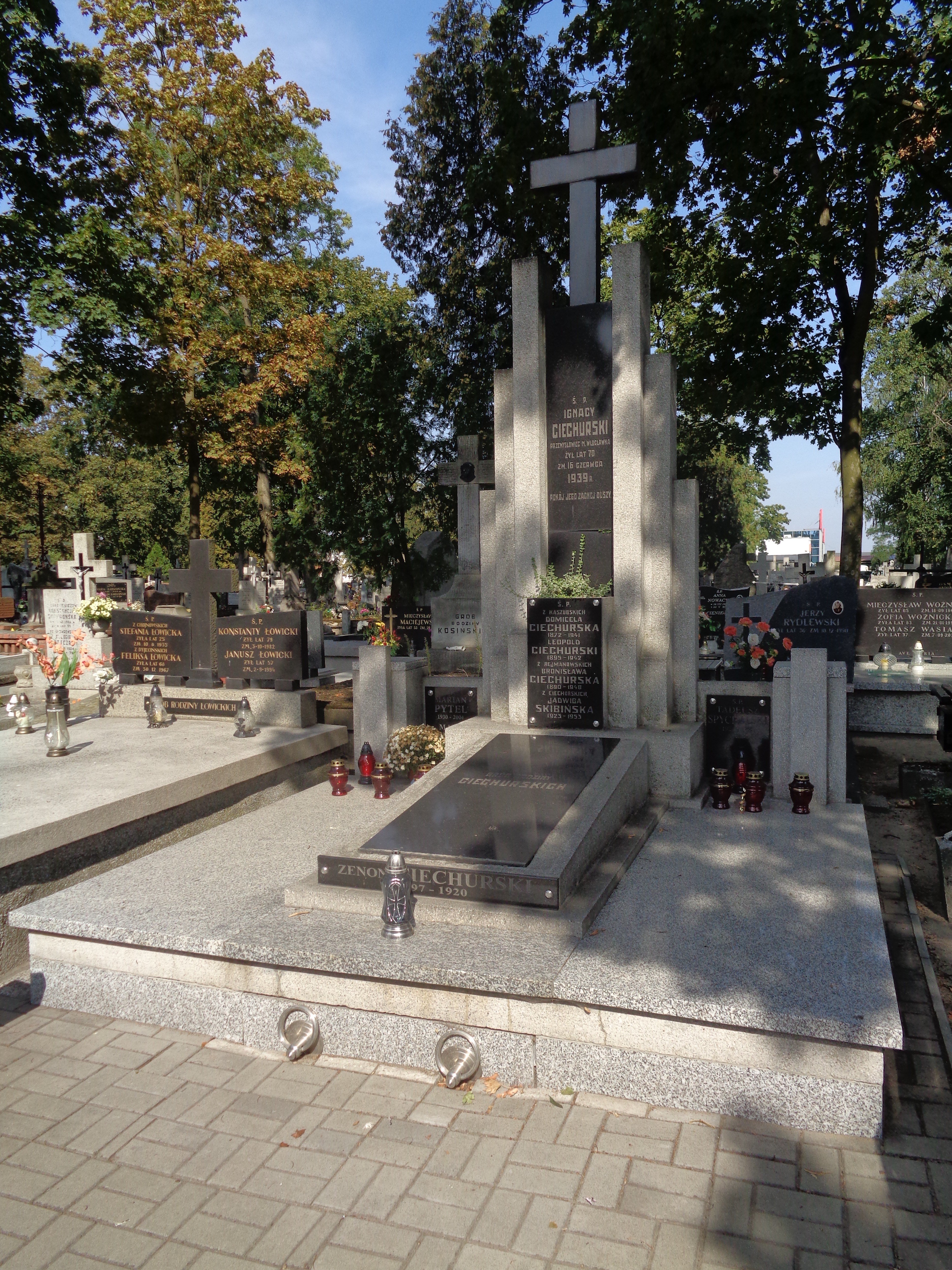
Grób rodziny Ciechurskich na Cmentarzu Komunalnym we Włocławku

Profesjonalizm fabryki Ciechurskiego był doceniony. Otrzymał on m.in. medal na Kujawskiej Wystawie Rolniczo-Przemysłowej we Włocławku (1923), Powszechnej Wystawie Krajowej w Poznaniu (1929), srebrny medal na Wystawie Przemysłowo-Rzemieślniczej w Gdyni (1935) i złoty medal na Wystawie Przemysłu Metalowego i Elektrotechnicznego w Warszawie (1936). Wojewodowie śląscy, pomorscy i poznańscy nadali jego fabryce wyłączność na handel w ich województwach. W 1936 roku zostaje nagrodzona przez prezydenta.
Ciechurski był członkiem Izby Przemysłowej.
Ignacy Ciechurski zmarł 16 czerwca 1939 roku w szpitalu żydowskim przy ul. Stodólnej 70 we Włocławku w wyniku powikłań pooperacyjnych przy wycięciu wyrostka robaczkowego. Został pochowany na cmentarzu komunalnym w kwaterze 35/1/4 (główna aleja cmentarza), w pobliżu nieistniejącego już grobu swoich rodziców.
Po jego śmierci kierownictwo w fabryce przejął jego syn Leopold. Po upadku kampanii wrześniowej Niemcy przejęli fabrykę i wyrzucili rodzinę Ciechurskich z jej terenu. W grudniu 1939 roku fabryka została poddana pod zarząd komisaryczny inżyniera Waldemara Masinga. Po wojnie córki Leopolda Ciechurskiego: Jadwiga, Stefania i Maria zostały zmuszone w ramach nacjonalizacji do odsprzedaży fabryki państwu.

## Życie prywatne
Jego żoną była Domicela Stanisława Kaszubska (1872-1941), która wspierała go w jego początkach przy budowaniu nowej fabryki. Miał z nią dwójkę dzieci: Leopolda Jana Ciechurskiego (1895-1942), żołnierza arsenału armii Imperium Rosyjskiego podczas I wojny światowej, który przez kilka miesięcy po śmierci ojca (do wybuchu II wojny światowej) prowadził fabrykę oraz Zenona Mikołaja Ciechurskiego (1897-1920), który zaginął na wojnie polsko-bolszewickiej.
We wspomnieniach wnuczki Stefanii Spychalskiej, Ignacy Ciechurski jawi się jako człowiek surowy, wymagający oraz skromny. Dochody uzyskane przez fabrykę przeznaczał na jej rozwój. Jednocześnie każde sprowadzenie nowej maszyny czy uzyskany medal był świętowany wspólnie z załogą fabryki.